# دیکسون سیتی (پنسیلوانیا)
دیکسون سیتی (انگلیسی: Dickson City) یک بخش در شهرستان لاکاوانا، پنسیلوانیا و ۶ کیلومتری شمال اسکرانتون است. در گذشته دیکسون سیتی، معدن‌کاری زغال‌سنگ یک صنعت مهم بوده‌است. در سال ۱۹۳۰ جمعیت بخش با ۱۲٬۳۹۵ تن به اوج خود رسید و جمعیت دیسکون سیتی در سال ۲۰۱۰، ۶٬۰۷۰ تن بود.